# Alain Delon (cigarette)
Alain Delon est une marque de cigarettes commercialisée de 1992 à 2018 pour le marché asiatique. Elle est exploitée notamment par la filiale de British American Tobacco au Cambodge.

## Histoire
Mise en avant par des campagnes publicitaires avec pour slogan « Alain Delon, le bon goût de France, Alain Delon, the taste of France » sur fond de jazz, de photos de l'acteur et d'un Paris idéalisé. La marque est le fruit d'un partenariat avec l'entreprise de cigarette British American Tobacco, qui rémunère Alain Delon. Ce dernier a par ailleurs arrêté de fumer au cours des années 1990.
L'existence de la marque, quasiment inconnue en France, est révélée en 2013 par le documentaire « Tabac : nos gosses sous intox » sur le tabagisme des enfants au Cambodge, puis relayée par le vidéaste Antoine Daniel lors d'un stream twitch suivi par plus de 800 000 abonnés en mai 2022,.